# Biopôle
Pour les articles homonymes, voir Biopôle (homonymie).

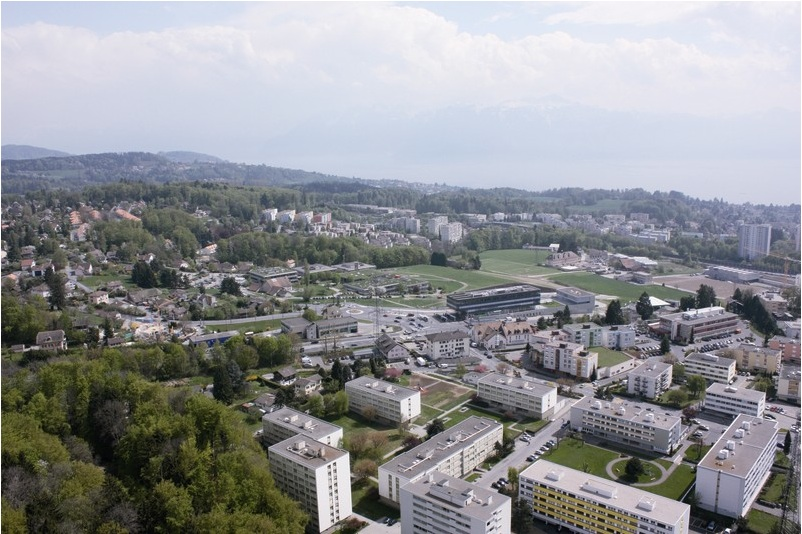
Le Biopôle.

Le parc Biopôle de Lausanne, Suisse, est un parc scientifique de huit hectares qui a pour but d'accueillir des sociétés principalement actives dans le secteur des sciences de la vie. Biopôle SA est le propriétaire du terrain sur lequel se trouve le parc consacré aux sciences de la vie et met à disposition des surfaces pour des utilisations industrielles, recherche et développement ou administratives. Centrée sur l’oncologie, l’immunologie, la santé personnalisée et numérique, Biopôle accueille une communauté dynamique de 600 talents de divers horizons.

## Description
Les travaux du premier bâtiment Biopôle ont démarré en automne 2007. Fin 2008, les premiers locataires s'installent sur le site. Développé en collaboration avec des promoteurs immobiliers, le site accueillait déjà six bâtiments en 2015. Des investissements sont prévus pour en construire d’autres et, ainsi, offrir au total 134 000 m2 de bureaux et de laboratoires de tout premier plan.
Le parc se compose de quatre zones :
- A1 L'espace vitrine : 3 bâtiments principaux totalisant 10 000 m2 et comprenant les bureaux Biopôle et les premières entreprises qui ont choisi le site.
- A2 La corniche : 24 000 m2 consacrés à la technologie, aux activités de recherche et développement, à la biotechnologie ou aux sciences de la vie.
- A3 La terrasse : 23 000 m2 affectés à des bureaux ou laboratoires.
- A4 Le plateau : 13 000 m2 prévus pour être opérationnels en 2015.
- CLE Le centre des Laboratoires d'Épalinges (centre de recherches) adjacent aux espaces Biopôle, vient compléter le parc.

## Conseil d'administration
Le Conseil d'administration de Biopôle SA est actuellement composé de sept membres dont 5 travaillent pour l'État de Vaud.
- Konstantinos Efthymiopoulos, président, directeur général de PLUS Life Sciences Consulting Sàrl
- Lionel Eperon, vice-président, chef du Service de la promotion économique et du commerce (SPECo) du Canton de Vaud.
- Nicolas Cottier, administrateur, fondateur de CDC avocats.
- Nouria Hernandez, administratrice, rectrice de l'Université de Lausanne.
- Pierre-Antoine Hildbrand, administrateur, Municipalité de Lausanne.
- Maurice Mischler, administrateur, syndic de la commune d'Épalinges.
- Michel Staffoni, administrateur, secrétaire général du Département vaudois des Finances et des relations extérieures.

## Liste de sociétés établies (2016)
- Abionic
- Actigenomics SA
- ADC Therapeutics SA
- Adipogen S.A.
- Anergis SA
- ARIAD Pharmaceuticals
- BDO SA
- Biomapas SA
- Biopôle Dental Clinic SA
- BOAS HOTEL AQUATIS
- CILE - Centre d'Imagerie de Lausanne-Epalinges
- Clinopsis SA
- CRIC - Centre Romand d'IRM Cardio-vasculaire
- Deerfield healthcare
- Facilitim Sàrl
- Ferring Pharmaceuticals
- Flexdental Services SA
- Fondation Institut Suisse des Vitamines
- Fondation vaudoise pour le dépistage du cancer (FVDC)
- INCITO Communication
- Innovaud
- Institut universitaire romand de santé au travail (IST)
- Laboratoire de Biogenèse Appliquée
- Laboratoire de Pathologie et Cytologie
- Legacy HealthCare
- MED DISCOVERY SA
- Medidee
- MvLab (MicroVu Swiss Metrology Center)
- Mymetics SA
- Nestlé Health Sciences
- Novassay
- Novigenix
- Outsourcing-Development
- Parenthèse NOW* - Agence de communication
- Pharmacies BENU SA
- PRECLIN Biosystems SA
- Relay Hub
- Restaurant Les Croisettes
- Simplicity Bio SA
- Transfusion Interrégionale CRS SA
- UBS Switzerland AG
- Unilabs Cypa
- Vaud BioMed Partnering Association
- Vaudoise Assurances
- VidyMed SA
- Violier SA
- Vivactis (Suisse) SA
- Xigen SA

## Partenaires institutionnels
- Développement économique du canton de Vaud (DEV)
- Service de la promotion économique et du commerce (SPECo)
- Greater Geneva Berne area (GGBA)
- Innovaud (Site officiel)
- Swiss Global Enterprise (SGE)
- BioAlps (Site officiel)
- SwissParks (Site officiel)
- Swiss Biotech Association (Site officiel)

## Partenaires scientifiques et universitaires
- Centre hospitalier universitaire vaudois (CHUV)
- Université de Lausanne (UNIL)
- École polytechnique fédérale de Lausanne (EPFL)

## Photographies

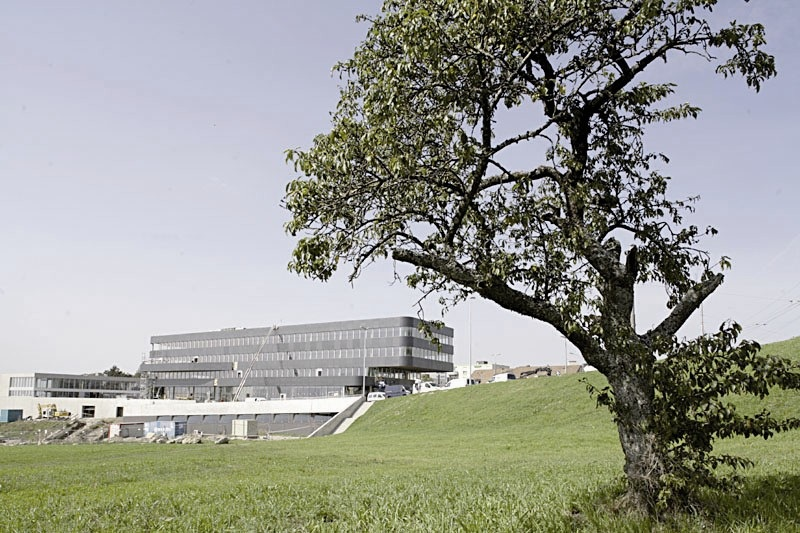